# Capela dos Mártires de Cunhaú e Uruaçu
A Capela dos Mártires de Cunhaú e Uruaçu é um templo da igreja católica localizado no estado do Rio Grande do Norte (Brasil), município de São Gonçalo do Amarante. É um dos principais pontos de visitação religiosa do estado.

## Monumento aos Mártires em São Gonçalo do Amarante

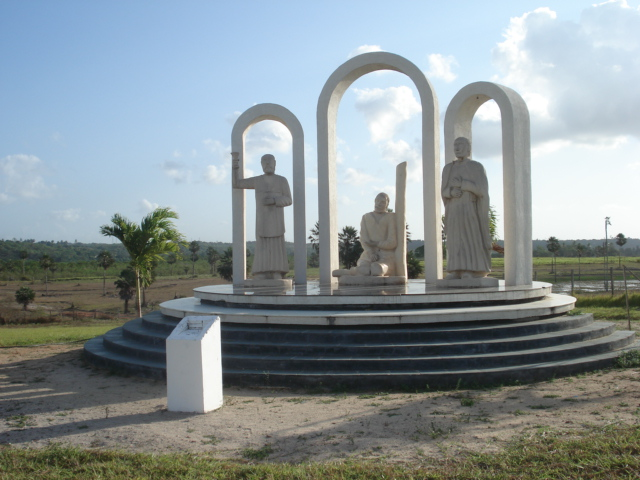
Monumento aos Mártires em São Gonçalo do Amarante

Esculpido em pó de mármore pelo artista plástico potiguar Manxa, o Monumento aos Mártires em São Gonçalo do Amarante é um monumento construído em homenagem aos Santos Mártires de Cunhaú e Uruaçú, religiosos católicos martirizados, em 1645, por holandeses e índios aliados. A construção é um dos componentes do complexo cultural e religioso do santuário aos martirizados e é formado por uma estrutura circular em degraus encimanos por três arcos familiarizados, cada um guardando uma escultura.
O monumento chegou a receber 100 mil peregrinos em dias festivos como 3 de outubro, quando se comemora localmente a memória dos mártires, a celebração de 2013 sendo marcada por apresentação do Padre Reginaldo Manzotti.